# 立正地理学会
立正地理学会（りっしょうちりがっかい、英語: The Rissho Geographical Association、RGA）は、地理学に関する調査・研究を行う日本の学会。事務局を立正大学地理学教室に設置する。会員数は約700人。

## 概要
- 設立 - 1935年（任意団体）
- 事務局所在地 - 〒360-0194 埼玉県熊谷市万吉1700 立正大学地理学教室内

## 会員
- 正会員：年会費4,000円。本会の目的に賛同して入会した個人。機関誌の定期購読、研究発表、各種集会への参加などができるほか、各種役員の選挙権・被選挙権を有する。
- 学生会員：年会費2,500円。本会の目的に賛同して入会した個人で、当該年度の4月1日現在で大学・大学院等に在学している学生、研究生又はそれに準ずるもので、学生会費納入者として認定された者。
- 名誉会員：立正地理学会会則第7章第34条に基づき、推薦された者。

会員については、「立正地理学会会則　第２章 会員」第7～12条にて定められている。

## 歴史
- 1935年 - 任意団体として設立

## 運営組織
役員および会長は、毎年6月に実施される総会にて改組されるため、事業年度は6月はじまりである。

### 役員

#### 2022 - 2023 年度役員
- 会長：小川護
- 副会長：岩動志乃夫
- 常任委員長：島津弘
- 副常任委員長：片柳勉
- 学会委員長：深瀬浩三（庶務会計委員）・鈴木厚志（集会委員)・伊藤徹哉（編集委員）・原美登里（広報委員）
- 評議員：30名
- 監査：2名

#### 歴代会長
| 代 | 会長     | 在任期間（年度） | 備考 |
| -- | -------- | ---------------- | ---- |
|    | 新井正   | 2002-2003        |      |
|    | 澤田裕之 | 2004-2005        |      |
|    | 北村嘉行 | 2006-2007        |      |
|    | 大塚昌利 | 2008-2009        |      |
|    | 堂前亮平 | 2010-2011        |      |
|    | 山中進   | 2012-2013        |      |
|    | 内山幸久 | 2014-2015        |      |
|    | 横畠康吉 | 2016-2017        |      |
|    | 松井秀郎 | 2018-2019        |      |
|    | 吉本勇   | 2020-2021        |      |
|    | 小川護   | 2022-2023        |      |

※ 役員および歴代会長は、機関誌『地域研究』巻末「各年度立正地理学会役員および委員」より引用

### 委員会
- 常任委員会
- 学会運営委員会
  - 庶務会計委員会
  - 集会委員会
  - 編集委員会
  - 広報委員会

- 評議員会
- 研究委員会